# Kỳ tích sông Hán
Kỳ tích sông Hán (Hangul: 한강의 기적, phiên âm: Hangangeui Kijeok, Hanja: 漢江奇蹟, tiếng Anh: Miracle on the Han River) hay Hán giang kỳ tích là một cụm từ dùng để đề cập tới thời kỳ công nghiệp hóa thần tốc tại Hàn Quốc, diễn ra trong giai đoạn giữa của thế kỷ 20 và kéo dài cho đến đầu thế kỷ 21. Ở Việt Nam, nhiều cơ quan truyền thông thường hay quen gọi là "Kỳ tích sông Hàn" hay "Huyền thoại sông Hàn" do nhầm chữ "Hán" trong sông Hán (Hangul: 한강; Hanja: 漢江) thành chữ "Hàn" trong quốc hiệu "Đại Hàn Dân Quốc" (Hangul: 대한민국, Hanja: 大韓民國).

## Khái quát

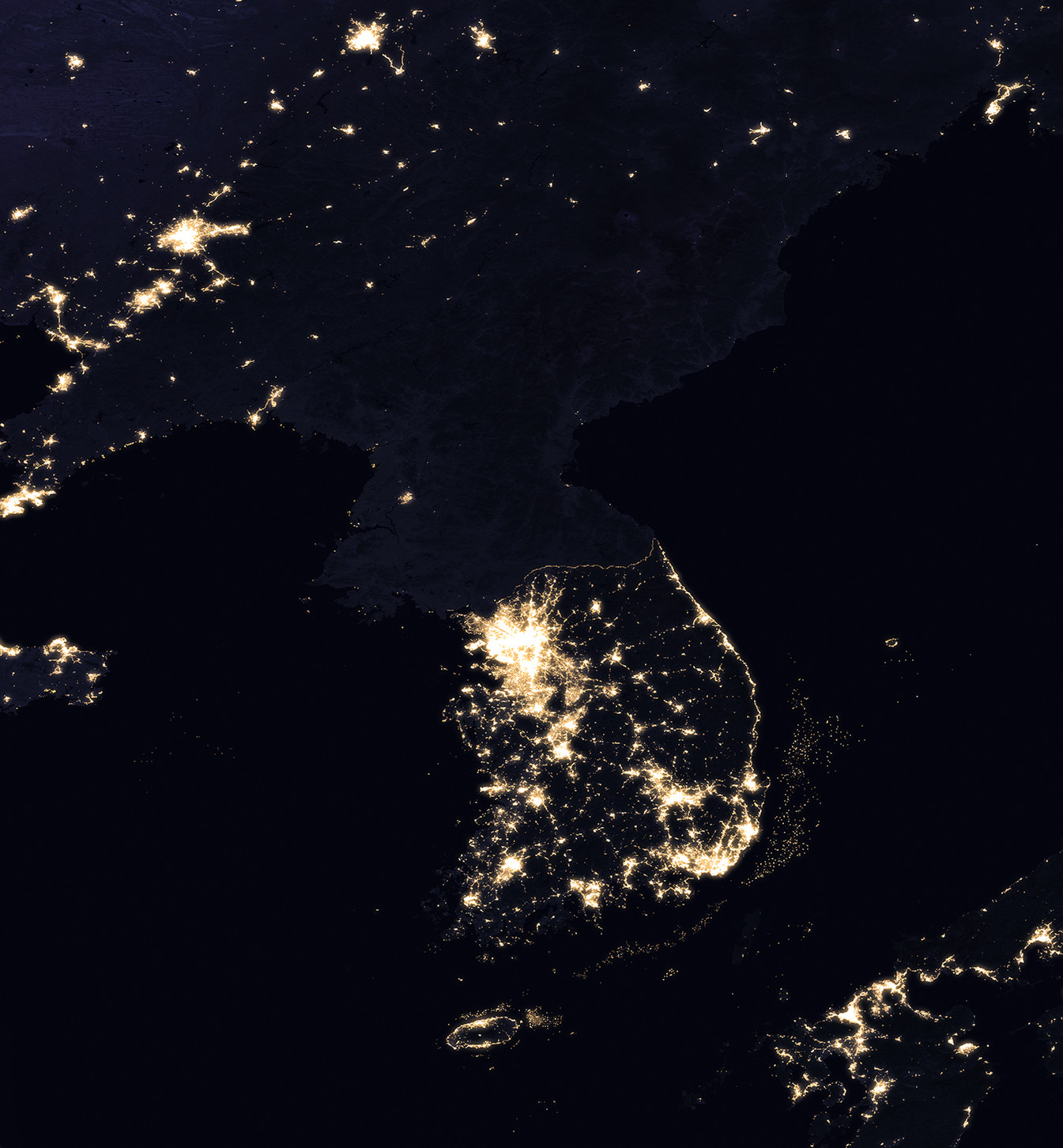
Hình chụp bán đảo Triều Tiên qua vệ tinh vào ban đêm cho thấy sự khác biệt rất lớn trong mức tiêu thụ năng lượng giữa Bắc Triều Tiên và Hàn Quốc

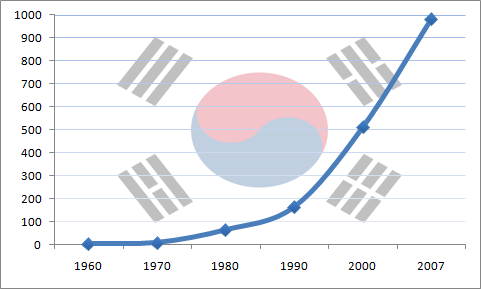
Nền kinh tế Hàn Quốc đã tăng trưởng liên tục từ mức gần như không có gì cho đến ngàn tỷ đô la Mỹ trong vòng chưa đầy một nửa thế kỷ

Khoảng thời gian này chứng kiến sự tăng trưởng cao độ về kinh tế do xuất khẩu mang lại, quá trình tái cấu trúc, phát triển công nghiệp nặng và hiện đại hóa nhanh chóng các phương thức sản xuất kinh tế, nhiều thành tựu khoa học - công nghệ ra đời, sự bùng nổ trong việc xây dựng cơ sở hạ tầng cùng những tuyến đường cao tốc kết nối các thành phố lớn. Tiến trình dân chủ hóa trong hệ thống chính trị và công cuộc hội nhập toàn cầu hóa đạt hiệu quả cao giúp cho Hàn Quốc sau chiến tranh Triều Tiên trở thành một quốc gia phát triển đồng thời xuất hiện nhiều tập đoàn đa quốc gia lớn mạnh.
Đặc thù hơn, cụm từ này dùng để đề cập sự phát triển của thành phố Seoul, nơi có dòng sông Hán chảy qua, có nguồn gốc từ Kỳ tích sông Rhine - mô tả sự hồi sinh kinh tế mạnh mẽ của Tây Đức sau Thế chiến 2. Cụm từ "kỳ tích" được sử dụng để mô tả sự tăng trưởng mạnh mẽ của Hàn Quốc giống với Tây Đức thời kỳ này - điều mà trước đây nhiều người coi là không tưởng và là một hình mẫu tiêu biểu cho các nước đang phát triển học tập. Sau chiến tranh Triều Tiên, cơ sở hạ tầng của Seoul bị phá hủy hoàn toàn và phần lớn người dân sống dưới mức nghèo khổ. Chưa đầy 4 thập niên sau, "thành phố vô vọng" này đã hoàn toàn chuyển mình thành một thành phố toàn cầu quan trọng, đăng cai tổ chức thành công các sự kiện thể thao lớn như Olympic Mùa hè 1988 và FIFA World Cup 2002.

## Khởi đầu

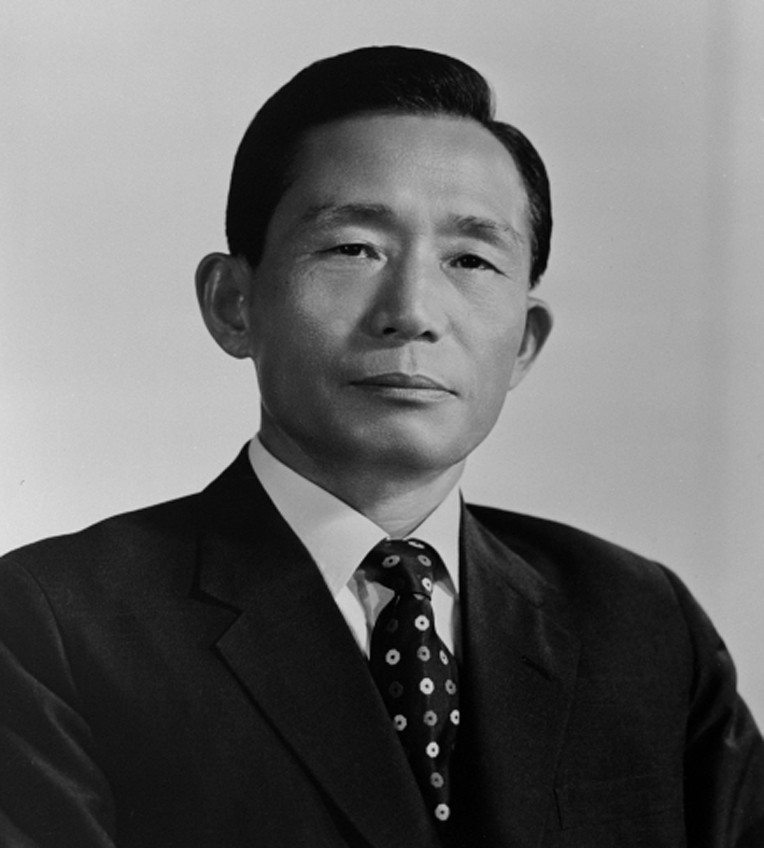
Tổng thống Park Chung Hee là người có công rất lớn đối với Kỳ tích sông Hán

Khi tướng Park Chung-hee lên nắm quyền vào năm 1961, Hàn Quốc khi ấy có mức thu nhập bình quân đầu người ít hơn 80 USD mỗi năm. Trong thời gian đó, kinh tế Hàn Quốc phụ thuộc lớn vào viện trợ nước ngoài, chủ yếu là từ Hoa Kỳ để đổi lấy sự tham gia của quân đội Hàn Quốc trong chiến tranh Việt Nam. Phong trào Saemaeul (còn gọi là Phong trào cộng đồng cư dân mới) của chính phủ tập trung vào phát triển các vùng nông thôn Hàn Quốc. Đội ngũ những nhà lãnh đạo quyết đoán kết hợp với các kế sách mạnh mẽ của chính phủ (mặc dù bị chỉ trích là áp đặt nặng tay và phản dân chủ) cùng với hiệu quả của lao động giá rẻ, đã phục vụ như là một chất xúc tác cho nền kinh tế Hàn Quốc sau này.
Trong vòng chưa đầy bốn thập kỷ, Seoul đã trở thành một thành phố toàn cầu, một trung tâm kinh doanh và thương mại lớn ở Đông Bắc Á và đồng thời cũng là một trong những trung tâm kinh tế phát triển cao trên thế giới, tạo nền móng cho các cơ sở hạ tầng phục vụ công nghệ cao cùng thông tin liên lạc tiên tiến. Hàn Quốc luôn coi sự tăng trưởng kinh tế nhanh chóng và bền vững này là biểu tượng của niềm tự hào quốc gia, của chủ nghĩa yêu nước và tinh thần tự lập.
Bên cạnh phong trào Saemaeul, chính phủ Hàn Quốc còn thực hiện thêm một kế hoạch phát triển kinh tế táo bạo và hiệu quả khác được gọi là "Kế hoạch 5 năm" - dựa trên kinh nghiệm từ "Kế hoạch 5 năm" kiểu Liên Xô - vốn đã rất thành công trước đây. Có hơn 5 Kế hoạch 5 năm được tạo ra, và tất cả chúng đều được thiết kế để sao cho tối ưu nhất với tính chất cùng đặc điểm của kinh tế đất nước cũng như vực dậy năng suất lao động của mỗi người dân. Mỗi kế hoạch trong số đó đã góp phần lớn vào quá trình công nghiệp hóa và mở rộng hoạt động thương mại ra các thị trường nước ngoài đồng thời nâng cao giá trị của hàng hóa mang thương hiệu Hàn Quốc trên trường quốc tế.

## Phát triển thần tốc

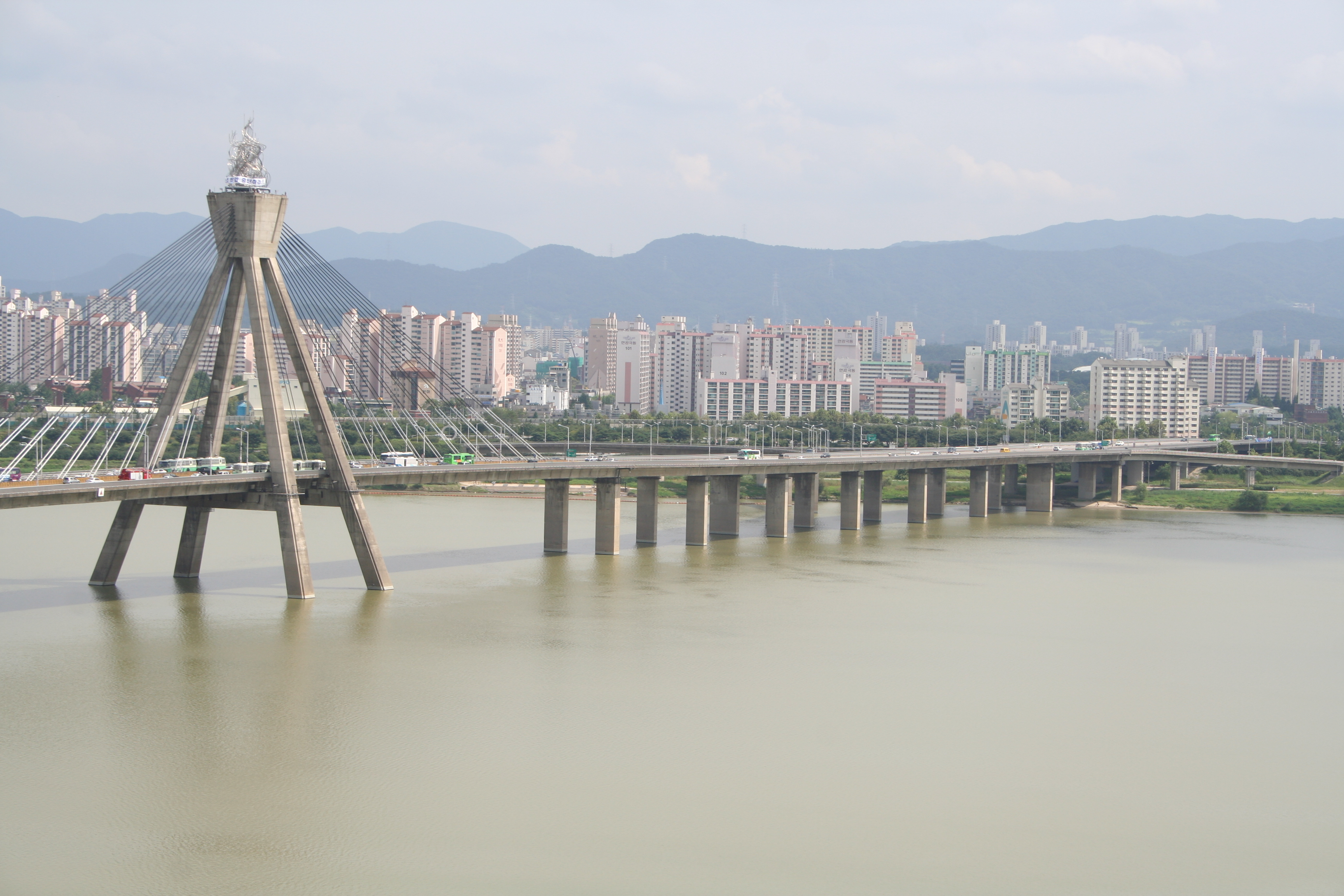
Cầu Olympic bắc qua sông Hán tại Seoul. Sự phát triển cơ sở hạ tầng là những biểu hiện rõ nét nhất của Kỳ tích sông Hán

Một trong những nhân vật quan trọng, có tầm ảnh hưởng lớn nhất đối với "Kỳ tích sông Hàn" là Park Chung-hee, đại tướng kiêm tổng thống thứ ba trong lịch sử Hàn Quốc. Dưới chính quyền của Park Chung-hee, Hàn Quốc nhanh chóng phục hồi kinh tế thành công nhờ vào những chính sách khắc khổ do ông áp dụng. Park Chung-hee đề ra 'Kế hoạch Phát triển Kinh tế 5 năm' nhằm thúc đẩy phát triển tài nguyên quốc gia để biến Hàn Quốc từ một nước thuần nông nghiệp thành một nước công nghiệp tự cung tự chủ. Điều này đã giúp người dân có động lực để tiến tới những thành quả kinh tế tiếp theo sau này. Khẩu hiệu mới của Park Chung-hee: "Đối xử với công nhân như gia đình", được cho là đã giúp công nhân lao động Hàn Quốc làm việc với năng suất gấp hơn 2,5 lần so với công nhân của Hoa Kỳ, mặc dù mức lương của công nhân Hàn Quốc khi ấy chỉ bằng một phần mười lương công nhân Hoa Kỳ.
Mặc dù nhiều người dân Hàn Quốc ca ngợi Park Chung-hee như một "người hùng" đã có công lớn đối với nền kinh tế nước nhà. Tuy nhiên, số khác lại chỉ trích ông vì những vi phạm nhân quyền do chế độ độc tài quân sự dưới thời ông gây nên. Sau cuộc đảo chính năm 1960, Park Chung-hee lên nắm quyền đồng thời thiết lập nên một chế độ chính trị chuyên chế và độc đảng, chỉ duy nhất một đảng của ông được phép cầm quyền. Những người bị cho là "chống lại chế độ" đều bị thủ tiêu, kết án tù hoặc đàn áp dã man. Sau này, đến cuối những năm 1980, Hàn Quốc mới tiến hành cải cách và áp dụng chế độ dân chủ.

## Các tập đoàn đa quốc gia
Các tập đoàn gia đình hoạt động đa quốc gia của Hàn Quốc (tài phiệt) có vai trò quan trọng bậc nhất trong quá trình tái thiết và phát triển nền kinh tế nước này. Các Chaebol lớn ở Hàn Quốc hiện nay bao gồm Samsung, Daewoo, Hyundai, LG, SK và Lotte. Chỉ tính riêng trong năm 2003, tổng kim ngạch xuất khẩu của bốn tập đoàn lớn là Daewoo, Huyndai, LG và SK lên tới hơn 120 tỷ USD, tương đương 58% tổng giá trị xuất khẩu của Hàn Quốc, chiếm một phần ba tổng giá trị tư bản trên thị trường chứng khoán nước này. Nhờ những tập đoàn trên, Hàn Quốc lột xác từ một đất nước nghèo đói, lạc hậu, bị tàn phá bởi chiến tranh trở thành một quốc gia công nghiệp phát triển. Đến thập niên 1990, Hàn Quốc đã trở thành một trong những nước công nghiệp mới lớn nhất. Hiện nay, Hàn Quốc cùng với ba vùng lãnh thổ khác của châu Á là Hồng Kông, Đài Loan và Singapore được gọi với danh xưng bốn con rồng kinh tế châu Á với tổng sản phẩm nội địa cùng tốc độ tăng trưởng kinh tế cao. Mẫu hình phát triển kinh tế của Hàn Quốc được coi là một mô hình đáng học hỏi cho các quốc gia đang phát triển.